# Nadelwicz
Nadelwicz (Nadelwitz) − polski herb szlachecki, przyniesiony z Łużyc Górnych.

## Opis herbu
Opis z wykorzystaniem klasycznych zasad blazonowania.
W polu czarnym na pagórku zielonym pies (chart lub ogar) stojący (albo kroczący) w prawo (lub lewo) z obrożą złotą pod drzewem (palmą) zielonym. Klejnot: nad hełmem w koronie pies pod palmą jak w godle. Labry: czarne, podbite srebrem.

## Najwcześniejsze wzmianki
Herb znany jest polskim i niemieckim herbarzom, przy czym heraldycy polscy przypisywali polu herbu barwę czerwoną. Pojawia się w herbarzu Ledebura (Wappenbuch der Preussischen Monarchie, 1828), tzw. Nowym Siebmacherze (Die Wappen der Souveraine der deutschen Bundesstaaten, 1856) jak również u Kaspra Niesieckiego (Korona polska, 1728), Uruskiego (Rodzina. Herbarz szlachty polskiej, 1911), Ostrowskiego (Księga herbowa rodów polskich, 1897, 1906), Żernickiego (Der Polnische Adel, 1900, Die Polnischen Stammwappen, 1904) i Bonieckiego (Herbarz polski, 1908).

## Rodzina Kręskich i Nadelwiczów
Rodzina Nadelwicz (Nadelwitz) miała przybyć do Wielkopolski w XV wieku z Łużyc Górnych i osiąść we wsi Kręsko. Od tej wsi mieli przyjąć nazwisko odmiejscowe Kręski. Pisali się także Nadelwicz Kręskimi. Posiadali także dobra w miejscowościach Chlastawa i Kosieczyn. Rodzina miała od XVIII wieku posługiwać się tytułem hrabiowskim, zatwierdzonym w 1843 roku w Prusach. 

## Herbowni
Nadelwicz, Kręski, Krescki, Kremky, Nadelwicz-Kręski.
Ze względu na podobieństwo nazwisk, herb Nadelwicz przypisywano niektórym członkom kaszubskiego rodu Kręckich. Niewykluczone także, że sami Kręccy przyjmowali herb zamożniejszej rodziny o podobnym nazwisku.